# Tweede Slag bij Chattanooga
De Tweede Slag bij Chattanooga vond plaats tussen 21 augustus en 8 september bij Chattanooga, Tennessee tijdens de Amerikaanse Burgeroorlog. Het was de openingsslag van de Chickamauga-veldtocht

## Achtergrond
Op 16 augustus 1863 opende generaal-majoor William Rosecrans, bevelhebber van het Army of the Cumberland, de veldtocht om Chattanooga, Tennessee in te nemen. Rosecrans stuurde de brigade van kolonel John T. Wilder, 4de divisie, XIV Corps naar een goed zichtbare plaats ten noordoosten van Chattanooga. Rosecrans hoopte hiermee de Zuidelijken lang genoeg af te leiden zodat hij een succesvolle flankeerbeweging kon uitvoeren ten zuidoosten van de stad.

## De slag
Op 21 augustus bereikte Wilder de Tennessee tegenover Chattanooga. Hij liet de 18th Indiana Light Artillery de stad beschieten. De beschieting doodde verschillende burgers en soldaten. Twee stoomschepen werden tot zinken gebracht in de dokken. De stad werd gedurende twee opeenvolgende weken onder vuur genomen. Dit afleidingsmanoeuvre gaf Rosecrans’ leger de tijd om de Tennessee over te steken en hun omtrekkende beweging uit te voeren. Toen Bragg vernam dat het Noordelijke leger zich ten zuidwesten van de stad bevond, evacueerde hij Chattanooga naar Georgia.